# Bohumil Šíma

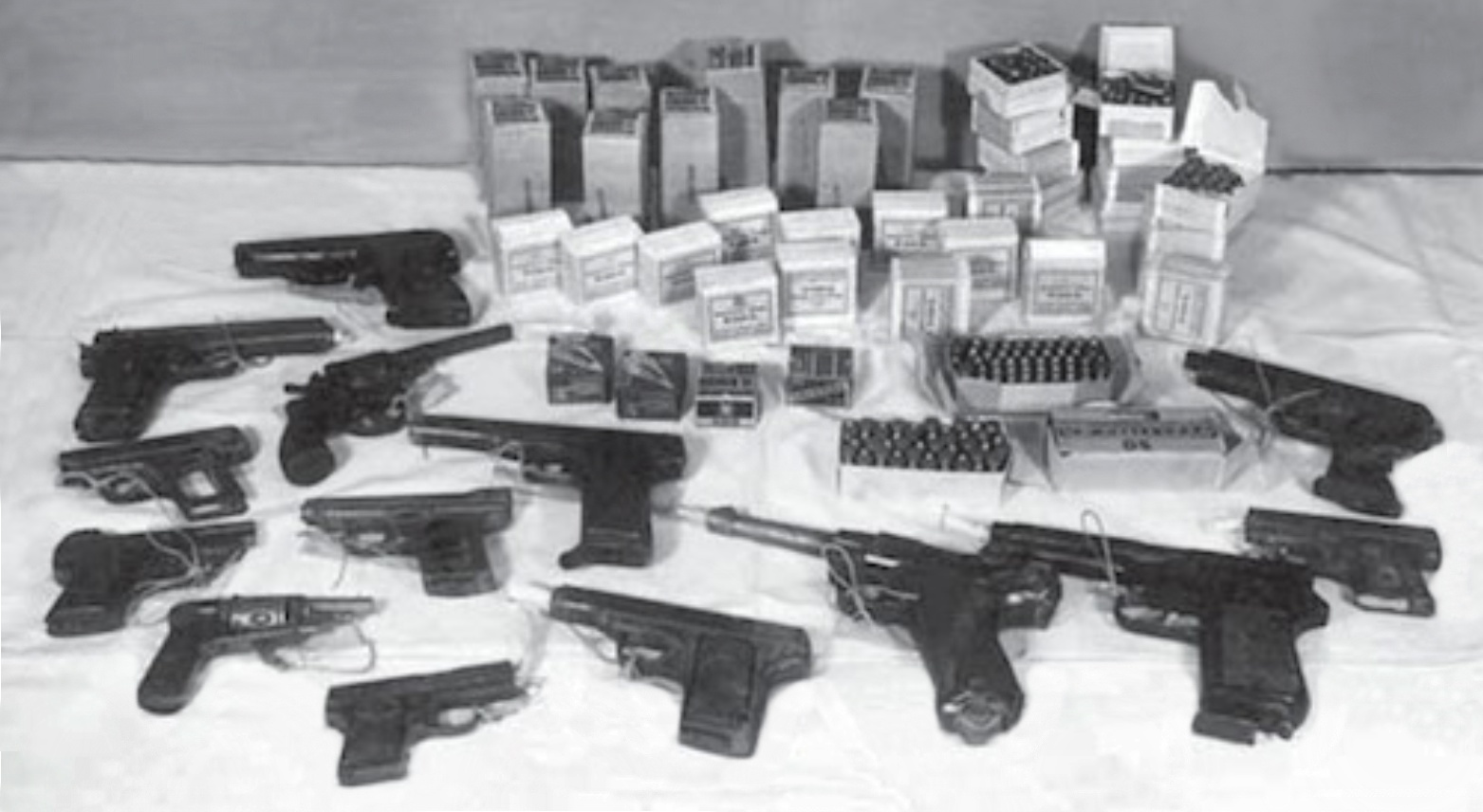
Zbraně a střelivo zabavené Bohumilu Šímovi po jeho zatčení

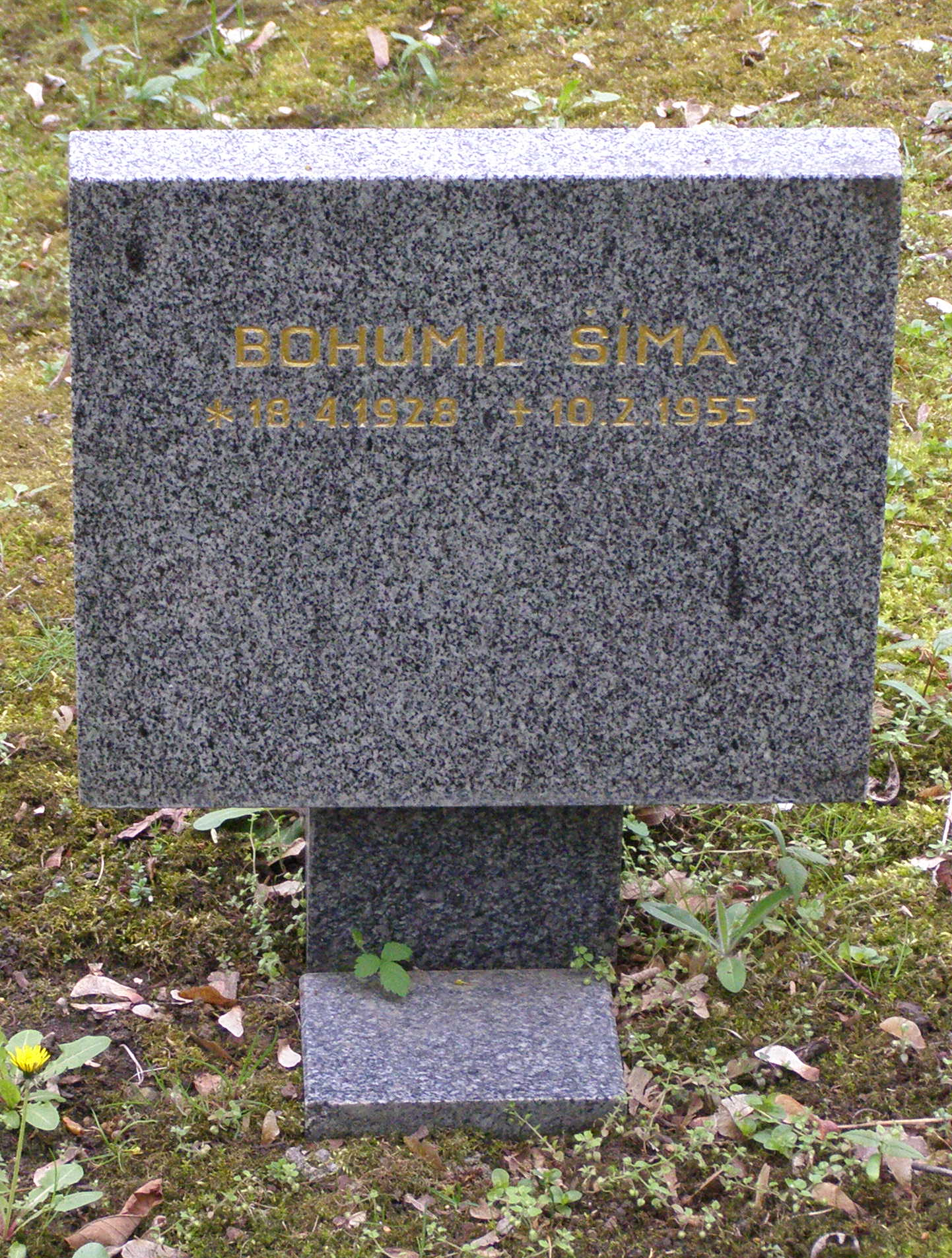
Symbolický hrob na Čestném pohřebišti popravených a umučených z padesátých let – třetí odboj v pražských Ďáblicích

Bohumil Šíma (18. dubna 1928 Nezdice – 10. února 1955 Věznice Pankrác) byl český dělník a protikomunistický odbojář odsouzený v politickém procesu komunistickým režimem k trestu smrti a v roce 1955 popraven.

## Životopis
Narodil se v roce 1928 v Nezdicích. Jeho rodiče vlastnili pilu, jež byla v roce 1951 po komunistickém puči znárodněna. Od roku 1938 žil na samotě poblíž Kojetína. Absolvoval pět tříd obecné školy a posléze také tři třídy měšťanské školy v Petrovicích. Další dva roky studoval na pilařské škole v Táboře. Měl dva sourozence, bratra Josefa a sestru Marii. Byl příznivcem Československé strany lidové.

### Po únoru 1948
Po komunistickém převratu v roce 1948 se zapojil do nově vzniklé protirežimní skupiny Černý lev 777 založené Jaroslavem Sirotkem a Jiřím Řezáčem. Kromě šíření protirežimních letáků, zastrašování místních funkcionářů KSČ či záměrného poškozování vedení elektrického napětí skupina podnikla dva bombové útoky a zahájila střelbu na jednoho ze straníků. V červenci 1949 zničil výbuch v Sedlčanech místní sekretariát KSČ a v květnu 1950 způsobil bombový útok smrt příslušníka SNB. Skupina poté svou činnost utlumila (i kvůli pobytu Šímy v letech 1950 až 1952 na vojně) a Šímovi i dalším odbojářům se dařilo několik let dopadení Státní bezpečností unikat. Od roku 1952 pracoval v Milevsku jako dělník. Ještě na jaře 1954 se Šíma podílel na vytvoření protikomunistického nápisu na místní silnici. Skupina byla nakonec odhalena v červenci 1954, přičemž její členové byli posléze zatčeni.
Za trestné činy velezrady, vyzvědačství a obecné ohrožení byl ve veřejném politickém procesu konaném v říjnu 1954 v Milevsku odsouzeni k trestu smrti. V prosinci 1954 zamítl Nejvyšší soud jeho odvolání a prezident Antonín Zápotocký Šímovi odmítl udělit prezidentskou milost. Popraven byl v únoru 1955 spolu s Řezáčem a Sirotkem. Řada dalších členů skupiny byla v procesu odsouzena k dlouholetým trestům odnětí svobody.

Vazební (identifikační) fotografie Bohumila Šímy
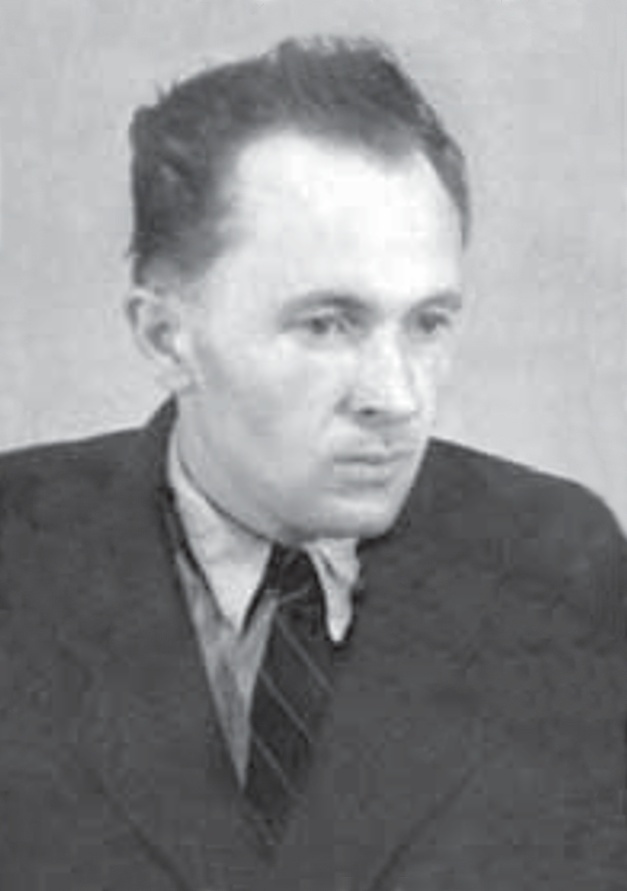
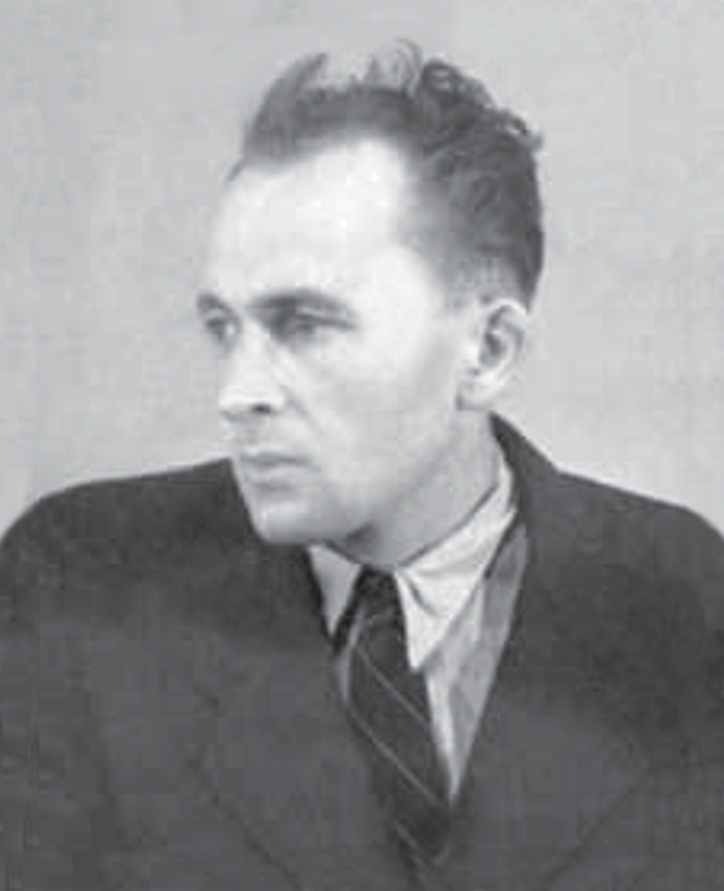
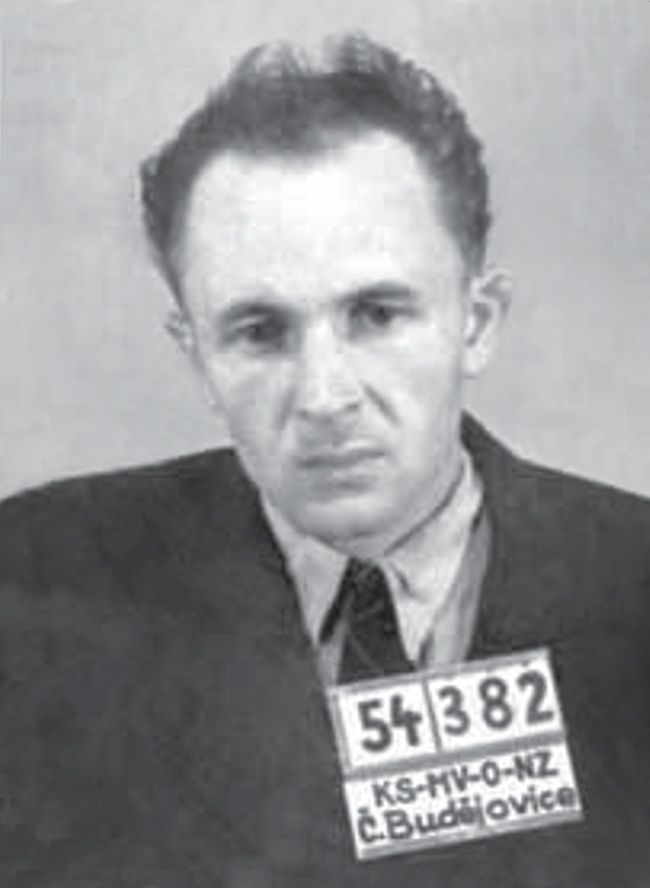

První pokus o rehabilitaci Šímy v roce 1970 byl neúspěšný a k zastavení trestního stíhání došlo až po sametové revoluci v roce 1997. V roce 1994 byla v Milevsku instalována k uctěna jeho památky pamětní deska. O rok později byla k uctění jeho památky odhalena také pamětní deska v Obděnicích. O působení skupiny a aktivitách Šímy podrobně pojednává publikace Ústavu pro studium totalitních režimů z roku 2007 s titulem Osud odbojové organizace Český lev.